# Władcy Ponthieu

Herb hrabiów Ponthieu

| Wizerunek                         | Lata panowania      | Władca                                       |
| --------------------------------- | ------------------- | -------------------------------------------- |
|                                   | ??? - 926           | Helgaud II                                   |
|                                   | 926 – 945           | Herluin II                                   |
|                                   | ???–???             | Roger                                        |
|                                   | ???–???             | Wilhelm I                                    |
|                                   | ???–???             | Hildouin                                     |
|                                   | 996 – 1000          | Hugon I                                      |
|                                   | ok. 1000 – ok. 1045 | Enguerrand I                                 |
|                                   | ok. 1045 – 1052     | Hugon II                                     |
|                                   | 1052 – 1053         | Enguerrand II                                |
|                                   | 1053 – 1100         | Gwidon I                                     |
|                                   | 1100 – przed 1105   | Agnieszka                                    |
|                                   | przed 1105 – ???    | Wilhelm III                                  |
|                                   | ??? - 1147          | Gwidon II                                    |
|                                   | 1147 – 1191         | Jan I                                        |
|                                   | 1191 – 1221         | Wilhelm IV                                   |
|                                   | 1221 – 1251         | Maria                                        |
|                                   | 1251 – 1279         | Joanna de Dammartin                          |
|                                   | 1279 – 1290         | Eleonora kastylijska                         |
|                                   | 1290 – 1325         | Edward II Plantagenet                        |
|                                   | 1325 – 1336         | Edward III Plantagenet                       |
| skonfiskowane przez Filipa VI     |                     |                                              |
|                                   | 1351 – 1360         | Jakub de Burbon-La Marche                    |
| zwrócone Anglii                   |                     |                                              |
|                                   | 1360 – 1369         | Edward III Plantagenet                       |
| skonfiskowane przez Karola V      |                     |                                              |
|                                   | ok. 1410 – 1417     | Jan Walezjusz                                |
|                                   | 1417 – 1422         | Karol de Valois                              |
| 1422 – ??? w domenie królewskiej  |                     |                                              |
|                                   | ??? - 1650          | Karol Walezjusz, książę d’Angoulême          |
|                                   | 1650 – 1653         | Ludwik Emanuel Walezjusz, książę d’Angoulême |
| 1653 – 1710 w domenie królewskiej |                     |                                              |
|                                   | 1710 – 1714         | Karol Burbon                                 |
| 1714 – 1830 w domenie królewskiej |                     |                                              |
|                                   | 1830 – 1836         | Karol X Burbon                               |